# Andrés Ferrer de Valdecebro
Andrés Ferrer de Valdecebro, también conocido por sus anagramas Sanedrio Rifer de Brocaldino y Andrés Ferrer de Brocaldino (Albarracín, 1620 - Alcalá de Henares, 1680), fue un escritor dominico, arbitrista y ornitólogo del Barroco español.

## Biografía

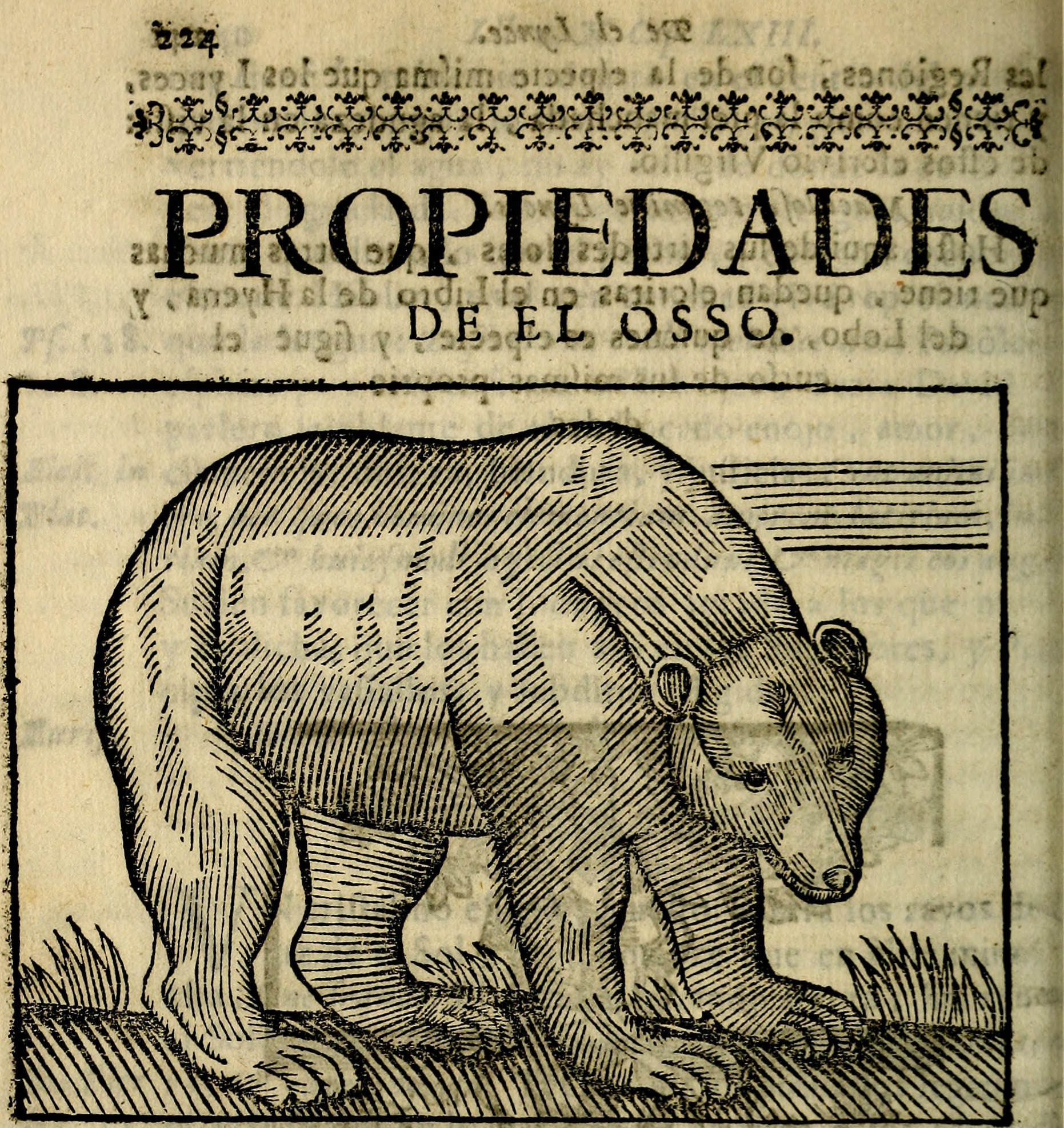
Ilustración presente en el Gobierno general, moral y político, hallado en las fieras y animales silvestres, edición de 1696.

De noble familia, profesó como dominico en el Convento de Santo Tomás de Madrid. Viajó a Nueva España y enseñó Teología en el Real Colegio de San Luis de Francia de Puebla de los Ángeles. Como rector de este colegio defendió sus privilegios y lo reformó para mejorar sus resultados y rentas. Destacó como predicador y catequista de los indios vecinos a Puebla. Vuelto a Madrid en 1675, lo nombraron profesor de Teología Moral en el colegio dominico de Santo Tomás donde había entrado años antes como novicio. Fue predicador real, confesor de los infantes y calificador del Santo Oficio. 

## Escritos
Su obra Govierno general, moral, y político (1696) es una especie de bestiario moral que incluye no sólo aves, sino criaturas mitológicas, incluso el unicornio; se inspira en la literatura emblemática, pero, siendo igual de erudito, excluye el enigma porque se dirigía fundamentalmente a los predicadores que querían elevar la condición moral del pueblo. Sin embargo, se acompaña de dieciocho xilografías que representan a los animales descritos y moralizados, realizadas por Diego de Obregón. Sigue la estructura siguiente: imagen del animal grabada en xilografía, descripción, hábitat y características de cada animal, seguido de una sucesión de simbolismos y moralejas extraídas de todo lo anterior. 
También compuso una biografía de San Vicente Ferrer, otra de Rosa de Santa María, más reconocible como Santa Rosa de Lima, y otra del venerable dominico portugués fray João de Vasconcelos, tan virtuoso que el demonio dijo que no se mojaba cuando llovía. 
En El porqué de todas las cosas intenta explicar alegóricamente el mundo y extraerle su sentido moral dentro del más cerrado pesimismo barroco, inspirándose en las cuestiones aristotélicas que intentó responder Marco Antonio Zimara, su principal fuente. El libro está concebido como un catecismo, en forma de preguntas y respuestas relativas a los hombres y las mujeres, a las diferentes partes del cuerpo, a los monstruos o al sueño, entre otros asuntos.
El cetro con ojos expone su ideal de gobernante para uso del valido o privado don Juan José de Austria y su hermanastro Carlos II, a quienes está dirigida la obra. Para él los príncipes han de ser virtuosos, contrarios al ideal de Nicolás Maquiavelo. Expone las cualidades en ellos necesarias y aconseja la más adecuada elección de ministros, validos y eclesiásticos; y también exhorta sobre la guerra, los tributos y el reconocimiento y premio de los méritos.
El bibliógrafo aragonés Félix de Latassa recuerda otras obras de Ferrer de Valdecebro que quedaron inéditas: la Historia de la Ciudad de Daroca añadida y aumentada con las vidas de tres santos del orden de Santo domingo naturales de ella, la Historia general de la orden de Santo Domingo desde el año 1373 hasta el de 1650, en seis tomos, o la Historia de la Religión de San Juan de Dios, en dos tomos.

## Los animales en Ferrer de Valdecebro
Ferrer de Valdecebro fue autor de dos tratados dedicados a los animales terrestres y a los volátiles respectivamente. 
En el primero de ellos, Gobierno general, moral y político, hallado en las fieras y animales silvestres sacado de sus naturales propiedades y virtudes (1658), se explaya sobre el significado simbólico del león (que, nuevamente, encabeza la obra, dado su condición de rey de los animales), el elefante, el rinoceronte, el unicornio, el tigre, la onza, el leopardo, la hiena, el lobo, el lince, el oso, el jabalí, el ciervo, el toro, el camello, el caballo, el can y el cinocéfalo. 
Por lo que se refiere a las aves, podemos encontrar referencias al águila, el buitre, la cigüeña, la garza, el cisne, el fénix, el pelícano, el halcón, el búho, el papagayo, el ansarón, el avestruz, el pavo real, el cuervo, la paloma, el gallo, y una serie de aves consideradas monstruosas por el autor y venidas de diferentes partes del orbe, como la arpía y el pegaso. Su bestiario, tanto para los animales terrestres como para los volátiles, está vinculado al Viejo Mundo, llamando la atención la significativa excepción del papagayo, símbolo de la nueva naturaleza americana, además de los distintos animales fabulosos.
Como señala su principal estudioso, Roig Condomina, el mayor interés de la obra reside en la gran capacidad del autor para extraer una serie de conclusiones didáctico moralizantes a partir de la conducta y de la morfología de unos animales que, aunque desconocidos para él en algunos casos, considera reales por su verosimilitud. Perteneciente a la orden de Predicadores (los dominicos), dedicó toda su vida al arte de los sermones, publicando además gran cantidad de obras repletas de consejos prácticos e índices que facilitaran el ministerio de la predicación. Se encuentra plenamente inmerso en la idea contrarreformista, de procedencia medieval, que considera a la naturaleza como un medio divino (el tópico medieval de que Dios compuso dos obras: la Creación y la Biblia) para mostrarnos todas sus verdades, por lo que su contemplación debe trascender lo sensible para poder acceder al conocimiento de Dios. 
Ferrer de Valdecebro se sirve de una tradición de la cultura animalística clásica (historiadores y filósofos de la Antigüedad), bíblica, simbólica (mitos paganos y jeroglíficos) y moralizante (textos medievales y coetáneos) para fundirlas en una orientación hacia lo que debe ser la moral de un buen cristiano, mostrando, a partir de las costumbres de los animales, qué virtudes han de cultivarse y qué vicios han de prevenirse. De hecho, en el prólogo del tomo dedicado a los cuadrúpedos, el autor menciona cómo

«Muchos han escrito de animales, dando a conocer lo que el autor grande de naturaleza Dios depositó en sus instintos irracionales, para admiración de sus obras, fue empero haciendo pie en solo la propiedad o virtud especial de la fiera, o bruto, sin adelantar el paso, para hacer senda a más elevado conocimiento… no destinó el cielo a los animales para el servicio material del hombre solo, que la templanza del toro no sirve para la cultura de los campos. Ni la continencia del camello para cargar más peso sobre sus espaldas. De donde es preciso, que sus perfecciones a más elevado ministerio sirvan».

Sobre las fuentes consultadas cabría destacar una buena representación del mundo clásico, de los autores medievales, y de la producción simbólica y emblemática del momento, y un olvido prácticamente total de la historia natural de los siglos XVI y XVII, si exceptuamos la referencia a Escalígero. El autor adjudica a cada animal una serie de virtudes y vicios concretos, como el ánimo del león, la templanza y la grandeza del elefante, la velocidad del unicornio, la voracidad del tigre, la liberalidad de la onza, la avaricia del leopardo, la discordia de la hiena, la vista del lince, la ira del oso, la ignorancia y la gula del jabalí, la fidelidad del perro o la sabiduría del cinocéfalo. Al león, por ejemplo, nos lo presenta como el rey de las fieras:

Generoso en el ánimo, noble en el corazón, bizarro en su aliento. Fio el desempeño de sus obras naturaleza, uniendo conformes la clemencia y ferocidad, la venganza y piedad, la fortaleza y humanidad, en irracional tan fiero y en bruto tan voraz.

Nos cuenta que vive en África y en Asia, nos hace una descripción física, y nos salpica su relato de elementos legendarios y moralizantes, concluyendo con la afirmación de que es el príncipe de las demás criaturas, lo que le sirve de pretexto para moralizar sobre las virtudes que debe cumplir el gobernante.

## Obras
- Peligros de la América y calamidades de la Religión Católica, Puebla de los Ángeles, 1650.
- Lamentación apologética en defensa del R. P. Abrahan Bozovio contra la “Nitela Franciscana” de Dormicio Tadeo y contra el P. Fr. Pedro de Alva, Puebla de los Ángeles, 1650.
- Panegírico predicado a la Congregación de la Santísima Trinidad, Puebla de los Ángeles, 1654.
- Erección sacra del templo más glorioso de América, contra Cromwell, el tirano de Inglaterra, Puebla de los Ángeles, 1654.
- El Orador católico o evangélico avisado y prudente o Avisos de Predicadores evangélicos, Madrid, Diego Díaz de la Carrera, 1654 (Madrid, Pablo de Val, 1658).
- Anticertamen. Aprecio de las Musas. Venganza del Parnaso contra la Palestra Sacra y Tela de las Musas, Puebla de los Ángeles, 1655.
- Decentes lágrimas y sentimientos justos de los tres Estados Eclesiástico, Religioso y Secular, Puebla de los Ángeles, 1657.
- Llave de oro de la eternidad. Madrid, Pablo del Val, 1658 (Alcalá, Juan Valdés, 1664; Valencia, 1680)
- El templo de la fama, con instrucciones políticas y morales  Madrid: Imprenta Imperial, por la viuda de Ioseph Fernández de Buendía, 1680.
- Historia de la vida maravillosa y admirable del segundo Pablo apóstol de Valencia S. Vicente Ferrer Madrid: Mateo de Llanos, 1682 (reed., 1740; Valencia, por Luis La Marca, 1701 y 1702). Reimpresa en Madrid: Francisco Martínez Abad, 1725 y Manuel de Sancha, a costa de la Real Compañía de Impresores y Libreros del Reyno, 1781.
- El Gobierno General, Moral y Político, hallado en las fieras y animales silvestres (1658); tuvo una continuación: Govierno general, moral, y político: hallado en las aves más generosas y nobles: sacado de sus naturales virtudes y propiedades (1668), al que añadió un apéndice sobre aves monstruosas en Segunda edición añadida en muchas partes y todo el libro XIX de las aves monstruosas, Madrid, Bernardo de Villadiego, 1683 en Gobierno general, moral y político, hallado en las aves ... añadido con las aves monstruosas (Madrid 1683); todo se reimprimió junto y póstumo con el título general de Govierno general, moral, y político: hallado en las fieras, y animales sylvestres: sacado de sus naturales virtudes, y propiedades, con particular tabla para sermones varios de tiempo, y de Santos (Barcelona: 1696).
- El porqué de todas las cosas, Madrid, 1668. Hay ed. moderna de Antonio Bernat Vistarini y John T. Cull, Palma de Mallorca, José J. de Olañeta, 2007.
- La vara vigilante, obligación y oficio del príncipe eclesiástico; Madrid: por Diego Díaz de la Carevra, 1659.
- El Orador católico, atento y aduertido, auiso y persuasión a los neothéricos oradores, Madrid [s.n.] 1658
- El Superior. Polytica para todo linage de prelados: ilustrada con predicables discursos... con cinco tablas. Alcala de Henares: Fr. Diego García, 1663.
- Afectos penitentes de un alma convertida con motivos grandes de volverse a Dios, Alcalá, por Nicolás de Xamares, 1675.
- Practica, y exercicio santo para saber hazer en todo la voluntad de Dios, Valencia, [S. i.], 1680.
- Vida de Fray Juan de Vasconcelos, del Orden de Predicadores, Madrid, por la Viuda de Díaz de la Carrera, 1670.
- Historia de la maravillosa vida de la V. M. y esclarecida virgen Rosa de Santa María, de la Tercera Orden de Santo Domingo, Madrid, por Pablo del Val, 1666 (reed., 1669 e Imprenta de la Viuda de Díaz de la Carrera, 1670).
- El cetro con ojos: le dedica al gran Rey de España Carlos Segvndo..., Madrid: Por Francisco Sanz, en la Imprenta del Reyno, S. a. (pero 1678)